# Incidente ferroviario di Lac-Mégantic
L'incidente ferroviario di Lac-Mégantic fu un deragliamento di carri cisterna avvenuto il 6 luglio 2013, intorno alle 01:15 (ora locale), in corrispondenza della cittadina di Lac-Mégantic, nel Québec, in Canada. Un treno merci di 72 vagoni cisterna contenenti petrolio greggio deragliò; 4 vagoni presero fuoco, per poi esplodere. Furono accertati 42 morti, i cui corpi carbonizzati non erano identificabili. Risultarono disperse 5 persone quasi sicuramente decedute . Più di 30 edifici della città furono rasi al suolo.

## Dinamica dei fatti
Il treno merci, gestito dalla compagnia statunitense Montréal, Maine and Atlantic Railway, era composto da 72 vagoni e 5 locomotori diesel, e trasportava 9 402 963 litri di petrolio di scisto dalla cosiddetta "formazione di Bakken", costituita da rocce "shale", in Nord Dakota alle raffinerie della compagnia Irving Oil a Saint John, sulla costa atlantica del Canada.
Il treno, proveniente dal Nord Dakota, era entrato in Canada a Windsor, era passato da Burlington, Mississauga e Toronto prima di immettersi sulla linea Montreal, Maine & Atlantic, ferrovia secondaria  che collega Montréal alla costa atlantica del Maine e di là, verso le province marittime canadesi.
Il treno era quindi partito da Montréal ed era giunto alle 23:25 a Nantes, piccolo centro abitato ad 11 miglia oltre Lac-Mégantic ove doveva avvenire il cambio del macchinista. Il macchinista mise in stazionamento il treno, spense i motori di quattro delle cinque locomotive e, dopo aver serrato alcuni freni a mano dei carri, raggiunse un hotel della zona. Nantes si trova a quota più elevata rispetto a Lac-Mégantic.
Intorno alle 0:15 un passante notò del fuoco su una locomotiva e telefonò al 911 per segnalarlo. Nessun dipendente della ferrovia era ancora sul posto.
Domato il principio di incendio, i vigili del fuoco rientrarono in sede. Secondo quanto dichiarato dal direttore della compagnia, Yves Bourdon, il treno iniziò a muoversi senza controllo intorno alle ore 1:00, avviandosi in discesa verso Lac-Mégantic.
. La maggior parte dei vagoni, 63 su 72, si staccò dal convoglio principale accelerando fino a raggiungere Lac-Mégantic alla velocità di circa 105 km/h, deragliando in buona parte in una curva dove la velocità permessa era di 16 km/h, nei pressi del passaggio a livello di Rue Frontenac a circa 600 metri a nord-ovest del ponte sul fiume Chaudière e poco più a nord dal centro cittadino. Si verificarono poi tre o quattro violente esplosioni. Il calore degli incendi era percepibile fino a due chilometri di distanza.

## L'emergenza
Circa 150 vigili del fuoco sono intervenuti sul luogo dell'esplosione, che hanno descritto come una "zona di guerra". Molti pompieri sono stati chiamati da città lontane come Sherbrooke e circa otto camion con ognuno a bordo 30 vigili del fuoco sono stati inviati dagli Stati Uniti, dalle città del Maine di Chesterville, Eustis, Farmington, New Vineyard, Phillips, Rangeley e Strong.
Circa 1.000 persone sono state evacuate inizialmente dopo il deragliamento, le esplosioni e gli incendi. Altre 1.000 persone sono state evacuate in seguito durante il giorno a causa dei fumi tossici. Alcuni hanno preso rifugio in un campus d'emergenza allestito dalla Croce Rossa canadese in un liceo locale.
Dopo 20 ore, l'epicentro del disastro era ancora inaccessibile per i vigili del fuoco e molto combustibile stava ancora bruciando. Cinque carrozze-cisterna inesplose sono state bagnate con acqua ad alta pressione per evitare ulteriori esplosioni, e circa 36 ore dopo due erano ancora in fiamme ad alto rischio di esplosione. La scatola nera del treno è stata recuperata intorno alle 15:00 del giorno successivo e l'incendio è stato definitivamente spento dopo aver bruciato per quasi due giorni.

## Vittime e danni
Sono stati ritrovati 42 corpi. È possibile che le 5 persone mancanti all'appello siano state vaporizzate dalle esplosioni. Il Musi-Café, un bar situato vicino al centro delle esplosioni, è stato distrutto mentre decine di persone vi erano all'interno.
Almeno 30 edifici sono stati distrutti nel centro della città, tra cui la biblioteca del paese, la farmacia, alcune imprese e numerose case. La rete idrica comunale di Lac-Mégantic è stata chiusa a causa di una perdita all'interno delle tubature nella zona dell'esplosione, il che ha costretto il comune a richiedere camion per poter avere l'acqua potabile. La perdita è stata riparata durante la notte ma è stato richiesto di bollire l'acqua per precauzione.

## Impatto ambientale
Nel fiume Chaudière è stata riferita una contaminazione dovuta alla fuoriuscita di petrolio, colorando di arancione l'acqua. Il Ministero dell'Ambiente del Québec arrivò sul posto per monitorare la qualità dell'aria. Il petrolio sul fiume ha raggiunto la città di Saint-Georges a 80 chilometri a nord-est, costringendo le autorità locali a prelevare l'acqua da un lago vicino e installare barriere galleggianti per evitarne la contaminazione. I residenti sono stati invitati a limitare il loro consumo di acqua in quanto il lago non è in grado di provvedere alle esigenze quotidiane della città.